# Federico Dupuy de Lôme y Paulín
Federico Dupuy de Lôme y Paulín (Barcelona, 22 de gener de 1855 - València, 1924) fou un militar i polític valencià, diputat a les Corts Espanyoles durant la restauració borbònica.

## Biografia
Era fill de l'empresari i polític Santiago Lluís Dupuy de Lôme. Ingressà a la carrera militar, arribant a comandant de cavalleria, que va deixar per a dedicar-se a la política amb el seu germà Enrique Dupuy de Lome y Paulín. Fou elegit diputat pel Partit Conservador per Sagunt a les eleccions generals espanyoles de 1903 i senador per la província de València el 1907-1908.